# Yuka Kagami
Yuka Kagami (en japonés: 鏡優翔, Kagami Yuka; Tochigi, 14 de septiembre de 2001) es una deportista japonesa que compite en lucha libre.
Participó en los Juegos Olímpicos de París 2024, obteniendo una medalla de oro en la categoría de 76 kg. Ganó dos medallas en el Campeonato Mundial de Lucha, en los años 2022 y 2023, ambas en la categoría de 76 kg.

## Palmarés internacional
| Juegos Olímpicos   | Juegos Olímpicos  | Juegos Olímpicos  | Juegos Olímpicos |
| Año                | Lugar             | Medalla           | Categoría        |
| ------------------ | ----------------- | ----------------- | ---------------- |
| 2024               | París (Francia)   | Medalla de oro    | 76 kg            |
| Campeonato Mundial |                   |                   |                  |
| Año                | Lugar             | Medalla           | Categoría        |
| 2022               | Belgrado (Serbia) | Medalla de bronce | 76 kg            |
| 2023               | Belgrado (Serbia) | Medalla de oro    | 76 kg            |